# Grote Markt 42 (Groningen)
Het pand aan de Grote Markt 42 in de Nederlandse stad Groningen is gedeeltelijk een rijksmonument.

## Geschiedenis
Het gebouw aan de zuidzijde van de Grote Markt raakte tijdens de Tweede Wereldoorlog beschadigd en werd na de oorlog gerepareerd. In 1951 werd een verbouwing uitgevoerd door Chr. Frey en Evert van Linge. Voor de klokgevel werd materiaal gebruikt van een pand aan de Amsterdamse Nieuwendijk. De bekroning heeft een grote kuif.  De gebeeldhouwde deuromlijsting is afkomstig van een pand aan de Oosterstraat 46 in Groningen, dat tijdens de oorlog werd vernield. Zowel de bekroning als de deuromlijsting zijn kenmerkend voor de 18e-eeuwse Lodewijk XV-stijl.
De top en deuromlijsting werden in 1971 opgenomen in het monumentenregister. Het gebouw was in de 20e eeuw in gebruik bij de Nederlandsche Lloyd en biedt tegenwoordig onderdak aan Café Hooghoudt.